# Hanna Adamczewska-Wejchert
Hanna Adamczewska-Wejchert (ur. 29 lipca 1920 w Radomiu, zm. 2 stycznia 1996 w Tychach) – polska urbanistka i architektka, doktor nauk technicznych i doktor habilitowana oraz profesor nadzwyczajna Politechniki Warszawskiej, gdzie była wykładowczynią. Członkini i rzeczoznawczyni SARP, wchodziła w skład zarządu Okręgu Warszawskiego w latach 1950−1951. Honorowa członkini Towarzystwa Urbanistów Polskich. Uzyskała status architekta twórcy i autorytet w dziedzinie kształtowania przestrzennego miast w Polsce.

## Życiorys
Od 1938 studiowała na Wydziale Architektury Politechniki Warszawskiej, po wybuchu II wojny światowej kontynuowała naukę na tajnych wykładach. W 1944 została aresztowana i uwięziona w Ravensbrück, przebywała tam do wyzwolenia obozu 30 kwietnia 1945. 
Po powrocie do Warszawy podjęła pracę w Biurze Odbudowy Stolicy, równocześnie w 1946 ukończyła studia i pracowała jako asystentka w Katedrze Urbanistyki. Później zaczęła wykładać na Wydziale Komunikacji Politechniki Warszawskiej. Została pracownicą, wykładowczynią i profesorem Wydziału Architektury Politechniki Warszawskiej. Pracę architekta rozpoczęła w 1948 w pracowni naukowo-produkcyjnej Politechniki Warszawskiej, w 1950 stanęła na czele pracowni Miastoprojektu – ZOR. 
W 1959 uzyskała stopień doktora nauk technicznych, a w 1963 ukończyła habilitację.  W 1970 nadano jej stopień profesora nadzwyczajnego, a w 1975 mianowano profesorem zwyczajnym.
Od 1964 do 1970 była docentem w Katedrze Urbanistyki PW, równocześnie od 1965 kierowała Zakładem Realizacji Urbanistycznych (później przekształconym w Zakład Projektów Urbanistycznych). W 1979 objęła stanowisko zastępcy dyrektora Instytutu Urbanistyki i Planowania Przestrzennego, które zajmowała przez dwa lata. 
Od 1980 wchodziła w skład Komisji Urbanistyki i Architektury Polskiej Akademii Nauk, od 1985 należała do Komisji Nagród Państwowych i Rady ds. Mieszkalnictwa.
Pochowana na cmentarzu parafialnym przy kościele pw. Marii Magdaleny w Tychach.

## Twórczość

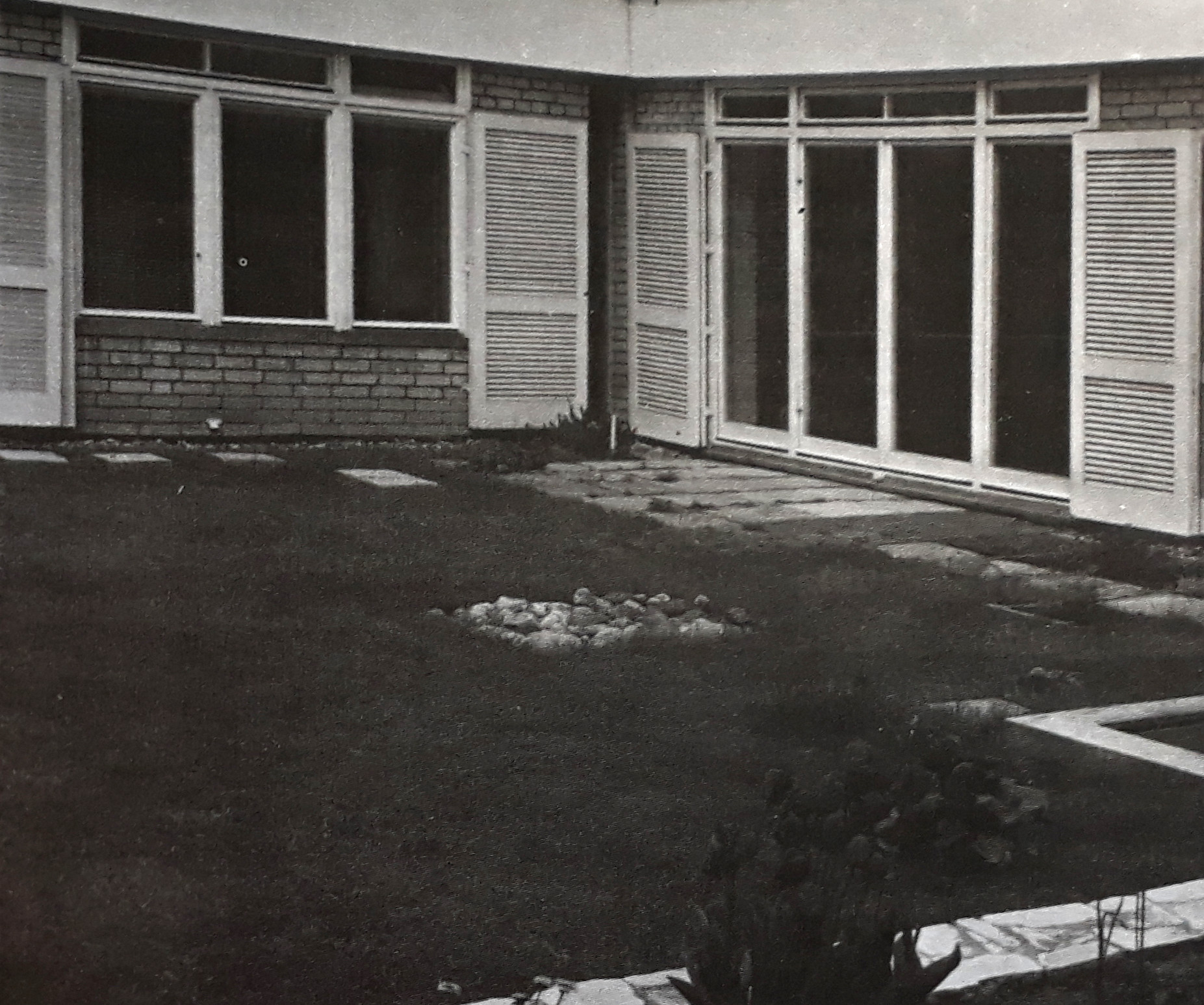
Jeden z domów atrialnych w Nowych Tychach na osiedlu E2

W całej Europie widać wyraźnie jeden kierunek − jest to budownictwo niewysokie, zacierające granicę między zabudową jedno- i wielorodzinną. Olbrzymią wagę przywiązuje się do indywidualizacji rozwiązań architektonicznych.
Na przełomie lat 40. i 50. wraz z mężem Kazimierzem Wejchertem zajmowała się koncepcjami zagospodarowania przestrzennego, w tym jednym planem szczegółowym i trzydziestoma planami ogólnymi. Były to głównie miasta na tzw. Ziemiach Odzyskanych, głównie na obszarze Śląska, np. Chorzów, Katowice, Ruda Śląska, ale też Starachowice, Pawłowice, Olsztyn czy Poznań. Wygrywali też konkursy projektowe na zagospodarowanie przestrzenne Częstochowy, Zabrza oraz placu Teatralnego, Dzierżyńskiego czy centrum Pragi w Warszawie. 

W 1951 małżeństwo Wejchertów wygrało konkurs na zagospodarowanie przestrzenne powstającego miasta Nowe Tychy, które w założeniu miało pomieścić 100 tysięcy mieszkańców. Była to rozbudowa Tychów (zamieszkanych przez 13 tysięcy osób) która miała na celu odciążenie pobliskich Katowic i stanowić zaplecze mieszkalne dla pracowników Górnośląskiego Okręgu Przemysłowego. Początkowo projekt miał spełniać ideały socrealizmu i być analogiczny w stosunku do powstającej w tym samym okresie Nowej Huty. Wejchertom udało się jednak oprzeć go w większości o ideały modernistyczne. Sama realizacja rozciągnęła się do lat 80., więc doktryny socrealistyczne obowiązywały tylko przez kilka pierwszych lat. Pomimo że poszczególne osiedla były dziełem różnych projektantów, Wejchertowie mieli nadzór ogólny nad Nowymi Tychami i tym samym największą kontrolę nad ich ostatecznym kształtem.
Wyszliśmy z założenia, że musi to być miasto zakładane od podstaw, mające czytelny schemat, który można zapamiętać, który się rozumie.
Dla przedsięwzięcia powołano osobną pracownię Miastoprojekt Nowe Tychy, w skład której wchodziła Adamczewska-Wejchert. Założenie stanowiło niemal wzorową realizację modernistyczną, zaprojektowaną w dużej mierze na surowym korzeniu ze zwróceniem uwagi na makro- i mikroskalę. Układ Nowych Tychów podzielony został na strefy: kolejową, mieszkalną, rekreacyjną, użyteczności publicznej i zieloną. Spośród wszystkich osiedli najwięcej znamion socrealizmu nosi osiedle B, nazywane także "romantycznym", ze względu na swobodną linię zabudowy dostosowaną do terenu oraz osie widokowe skoncentrowane na dawnym kościele. Również budynki o dwuspadowych dachach i z miejsce na handel w przyziemiu nawiązywały do polskiej małomiasteczkowej architektury. Do tradycyjnych rozwiązań Wejchertowie nawiązują także na osiedlu C, posiadającym pierzeje i dwuspadowe dachy. Obiekty w pełni modernistyczne pojawiają się na osiedlu E - budynek Klubu Górniczego NOT oraz szkoły. Po okresie socrealizmu głównym polem do modernistycznych eksperymentów stały się osiedla mieszkalne, oparte na wolnostojących budynkach w układzie rozproszonym w zieleni. Tylko osiedle A i B wznoszone było w sposób tradycyjny, późniejsze zaś produkowane metodą uprzemysłowioną z prefabrykatów. Mimo typizacji architektom zależało na zróżnicowaniu kolejnych osiedli i budynków. Jak mówiła Adamczewska-Wejchert:
Prefabrykacja nie wyklucza indywidualności miasta. Można ustawiać budynki w sposób mechaniczny, można również tworzyć przestrzeń o bardzo indywidualnych cechach.

## Dydaktyka iWarszawska Szkoła Projektowania Urbanistycznego

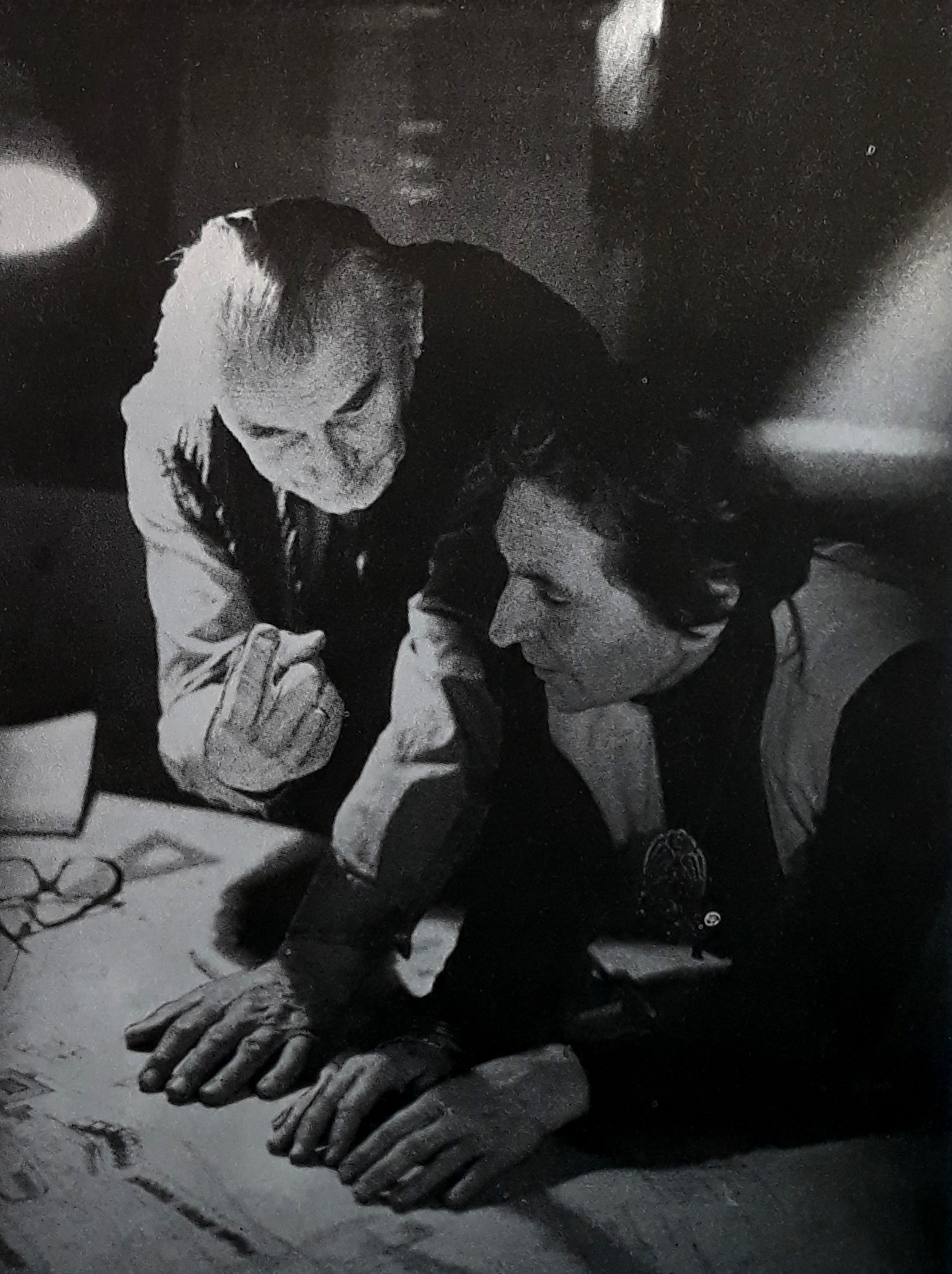
Hanna Adamczewska-Wejchert przy pracy, z mężem Kazimierzem, 1988.

Kariera akademicka Hanny Adamczewskiej-Wejchert wiązała się z Politechniką Warszawską, której była zarówno absolwentką, jak i ostatecznie profesor nadzwyczajną. Ogrom strat materialnych Polski po II wojnie światowej skutkował dużym zapotrzebowaniem na projekty odbudowy i plany zagospodarowania przestrzennego, co pociągało za sobą konieczność wykształcenia licznej kadry urbanistów, w czym aktywnie uczestniczyła Adamczewska-Wejchert. Przez wiele lat wykładała zasady budowy miast, które konsekwentnie rozwijała. Jej praktyka naukowa była kontynuacją i rozwinięciem wcześniejszych działań prof. Tadeusza Tołwińskiego i jego Zakładu Urbanistyki. Razem z mężem Kazimierzem Wejchertem prowadziła autorskie wykłady: „Zasady budowy miast”, „Elementy kompozycji urbanistycznej” oraz różnorodne ćwiczenia projektowe. Część z nich, jak "Zasady budowy miast", została oparta na przedwojennych wykładach, ale rozbudowana o kwestie ekonomiczne i finansowe.
Praktyki Wejchertów i architektów skupionych wokół ich Instytutu Urbanistyki, ale i zespołów projektowych zaczęto określać mianem warszawskiej szkoły projektowania urbanistycznego. Dużo czerpała z doświadczeń eksperymentów architektonicznych w Nowych Tychach. Dominowało w niej traktowanie miasta jako struktury, którą można komponować według zasad estetycznych. Podział na architekturę i urbanistykę był zaś tylko organizacyjny i wynikał ze sposobu podziału zajęć. W praktyce studenci Wejchertów mieli świadomość głębokiego powiązania obu dziedzin. W pracach studenckich dominowało projektowanie na otwartym, niezabudowanym terenie. Nie zwracano uwagi na problemy realizacyjne, takie jak typizacja i prefabrykacja, czy na parcelację gruntów, uważaną za problem miast kapitalistycznych, nie zaś socjalistycznych. Duży nacisk kładziono na rzeźbę terenu i usytuowanie obiektów względem stron świata.
W praktyce idee Wejchertów łatwiej było wprowadzać w dzielnicach historycznych ze zwartą zabudową, trudniej zaś wśród nowo powstających osiedli ograniczonych normatywami mieszkaniowymi. W dydaktyce największym problemem okazały się deficyty w analizach problemów przestrzennych miast. Brakowało również aktualnych materiałów mapowych. Próby nadrobienia owych braków poprzez inwentaryzację na wakacyjnych praktykach często okazywały się niewystarczające.
Z biegiem czasu nauczanie urbanistyki zaczęło się specjalizować. Zakład prowadzony przez Adamczewską-Wejchert zajmował się głównie małymi i średnimi miastami. Dzięki mniejszej skali miasta te były łatwiejsze w planowaniu, więc dydaktyka obejmowała całą problematykę przestrzenną.

## Życie prywatne
Jej mężem był architekt i urbanista Kazimierz Wejchert, który wspólnie z nią zaprojektował Nowe Tychy, jedno z ich najbardziej rozpoznawalnych dzieł. W 1982 zostali odznaczeni Honorową Nagrodą SARP. Są uważani za twórców warszawskiej szkoły projektowania urbanistycznego. Matka Doroty Wejchert-Gajczyk (1958), również architektki.

## Publikacje
Od lat 70. w Polsce Ludowej nastąpił okres wzmożonego finansowania projektów badawczych, na czym skorzystał Instytut Urbanistyki i Planowania Przestrzennego Politechniki Warszawskiej. Adamczewska-Wejchert wchodziła w skład jego redakcji, dokumentującej prace naukowe i podręczniki dla urbanistów, nad którymi architektka sprawowała nadzór merytoryczny.  
Sama również była autorką wielu publikacji, zwłaszcza Zasad budowy miast stanowiących skrypt jej wykładów. Został on podzielony na 18 zagadnień, takich jak projektowanie zgodnie z normatywami PRL, strefowanie funkcjonalne miasta czy warsztat pracy urbanisty oparty na doświadczeniach Adamczewskiej-Wejchert. Wśród innych publikacji wymienić należy: 
- Domy atrialne jeden z typów jednorodzinnego budownictwa zespolonego[9], 1976;
- Kształtowanie zespołów mieszkaniowych: wybrane współczesne tendencje europejskie[10], 1985;
- Małe miasta: problemy urbanistyczne stale aktualne[11], 1986;
- Funkcjonalne i ekologiczne perspektywy rozwoju Łuku Siekierkowskiego: konferencja w Centrum Kopernikańskim PAN w Warszawie 28 maja 1994
- Sieć uliczna[12], 1989;
- Tychy w architekturze XXX-lecia[13], 1985;
- Jak powstawało miasto: [monografia planowania]. Cz. 1 / Hanna Adamczewska-Wejchert, Kazimierz Wejchert[14], 1995;
- Jak powstawało miasto: [monografia planowania]. Cz. 2 / Hanna Adamczewska-Wejchert, Kazimierz Wejchert[14], 1995;
- Materiały pomocnicze do wykładu pt. Zasady budowy miast: prowadzący Hanna Adamczewska-Wejchert / pod red. Wandy Śliwińskiej-Ładzińskiej[15], 1977;
- Funkcjonalne i ekologiczne perspektywy rozwoju Łuku Siekierkowskiego: konferencja w Centrum Kopernikańskim PAN w Warszawie – 28 maja 1994[16].

## Wybrane projekty
- plan zagospodarowania przestrzennego Starachowic (1947−49) – współautor Kazimierz Wejchert;
- plan zagospodarowania przestrzennego miasta Nowe Tychy i jego realizacja (od 1951) – współautor Kazimierz Wejchert[2].

## Wybrane konkursy i nagrody
- na projekt akademii lekarskiej w Zabrzu (1950) – I nagroda;
- na projekt szkoły inżynierskiej w Częstochowie (1950) – I nagroda;
- na projekt miasta Nowe Tychy (1951) – współautor K. Wejchert – I nagroda;
- na projekt placu Teatralnego i placu Dzierżyńskiego w Warszawie (1955) – współautorzy: K. Wejchert, Henryk Jurkowski, Elżbieta Kufirska, Barbara Tucholska, Andrzej Rogowski, Barbara Brodowska, Zdzisław Hryniak, Jerzy Jakubczak – wyróżnienie (równorzędne);
- na sekcje typowe budownictwa mieszkaniowego bezdźwigowego (1955) – III nagroda;
- na projekt typowego wielokondygnacyjnego budynku mieszkalnego (metoda przemysłowa) (1957) – III nagroda równorzędna;
- na koncepcyjny projekt zagospodarowania przestrzennego centrum Pragi (1958) – współautorzy: K. Wejchert, H. Jurkowski – IV nagroda równorzędna;
- na projekt zabudowy terenu na wschodniej stronie ul. Marszałkowskiej na odc. pl. Centralnego „Ściana Wschodnia” w Warszawie (1958) – I nagroda;
- na opracowanie planu ogólnego m. Pawłowic (1958) – współautorzy: K. Wejchert, Tadeusz Bobek, Z. Hryniak, Bohdan Wyporek – premia;
- na projekt koncepcyjny urbanistyczno-architektoniczny placu Wiosny Ludów w Poznaniu (1960) – współautor K. Wejchert, współpraca: Maria Czyżewska, Andrzej Czyżewski – wyróżnienie specjalne równorzędne[2].

## Odznaczenia i nagrody
- Krzyż Kawalerski Orderu Odrodzenia Polski (1969)[2]
- Złoty Krzyż Zasługi (1966)[2]
- Złota Odznaka „Zasłużony dla województwa katowickiego”[17]
- Złota Odznaka SARP (1979)[2]
- Nagroda Państwowa I stopnia (wraz z mężem) w 1964 r. Za opracowanie planów zagospodarowania przestrzennego miasta Nowe Tychy oraz autorski wkład w ich realizację[18].
- Honorowa Nagroda Stowarzyszenia Architektów Polski (SARP) w 1982[2]

Patronka (wraz z Kazimierzem Wejchertem) Technikum nr 4 w Zespole Szkół nr 5 w Tychach.